# جايسون تومسون (صحفي)
جايسون تومسون (بالإنجليزية: Jason Thompson)‏ هو صحفي ومؤلف أمريكي، ولد في 13 أكتوبر 1974 في سان فرانسيسكو في الولايات المتحدة.

## وصلات خارجية
- جايسون تومسون على موقع ANN person (الإنجليزية)

- الموقع الرسمي